# ギザ十

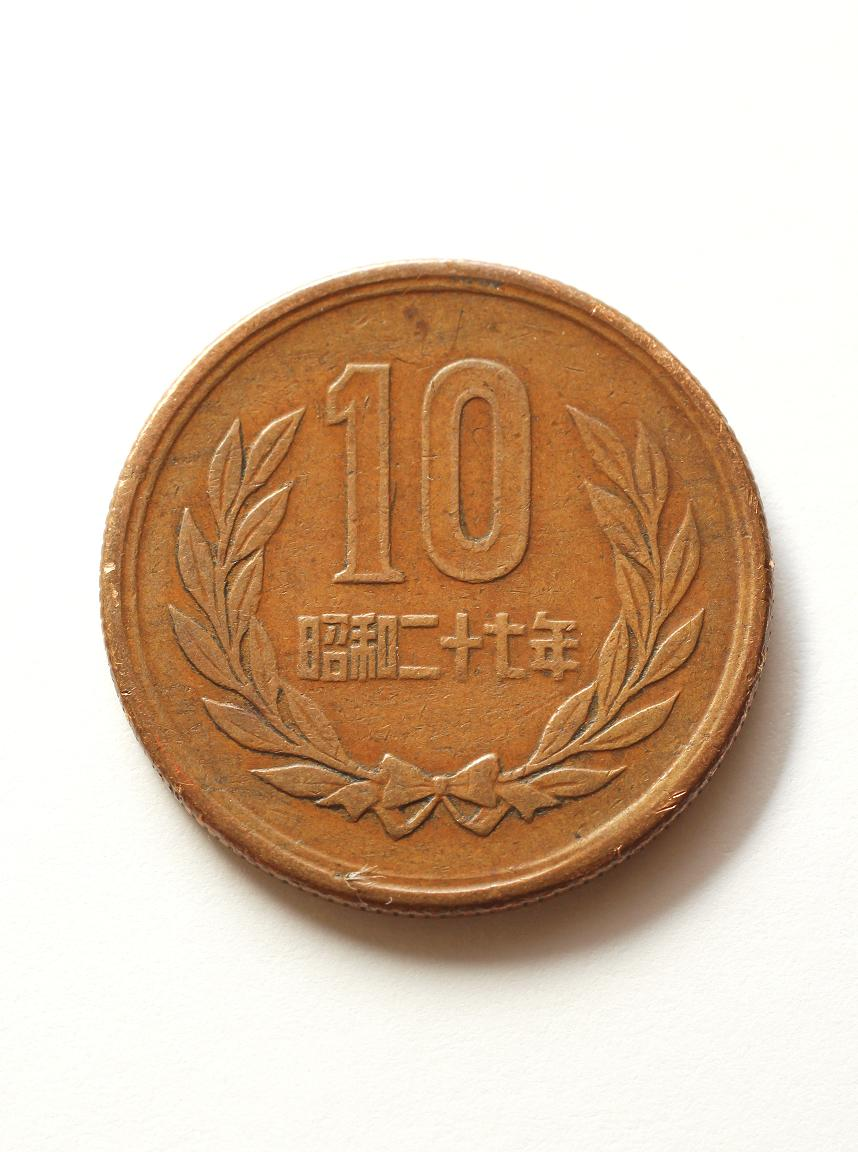
ギザ十。昭和27年。

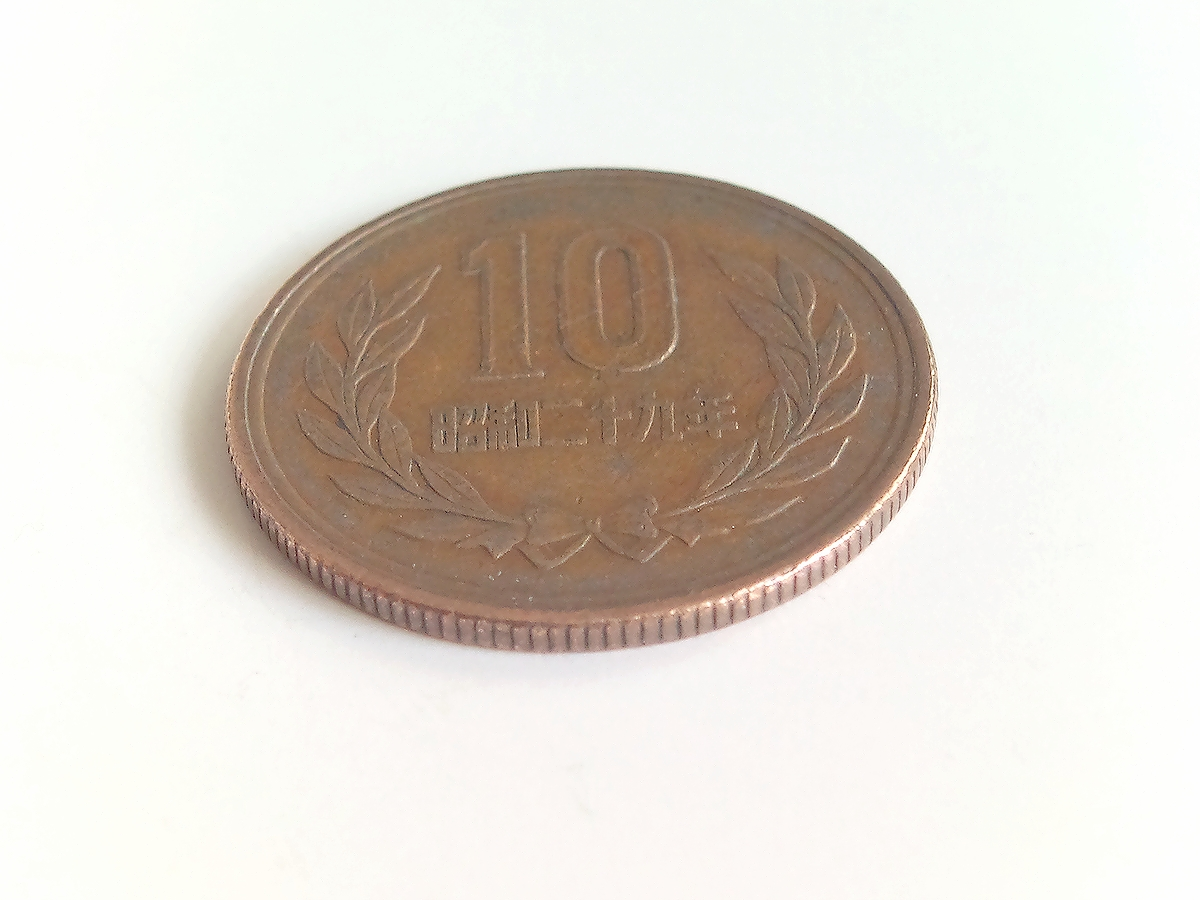
昭和29年製

ギザ十（ギザじゅう）とは、日本で1951年（昭和26年）から1958年（昭和33年）にかけて製造された十円硬貨を指す（1956年〈昭和31年〉は未発行）。硬貨の縁に多数（132本）の溝が彫られており、ギザギザになっていることから、広くこのように呼ばれている。

## 十円玉の基準
- 直径 - 23.5mm
- 品位 - 銅95% / 亜鉛4-3% / 錫1-2%
- 量目 - 4.5g

## 歴史的経緯とギザの意味
元々この硬貨は、当時の十円紙幣（A拾圓券）と交換する目的の十円硬貨として当初発行予定だった十円洋銀貨が朝鮮戦争によるニッケル価格高騰の影響で発行中止となったため、洋銀に代わるものとして青銅が選ばれ、当時予定されていた50円銀貨（制定無し･未製造）の平等院鳳凰堂のデザインを流用して制定し、製造発行したものである。
硬貨の周囲の刻み目は古代ローマのデナリウス銀貨にもみられ、コインの周囲を削り取って地金を盗む行為を防止する目的があった。銅貨や白銅貨は地金の価値がそれほど高価ではないため、装飾以上の意味はない。このギザは同時代の他の硬貨でも見られ、1948年（昭和23年）から1949年（昭和24年）の五円硬貨（穴なし黄銅貨）、1948年（昭和23年）から1950年（昭和25年）の一円硬貨（黄銅貨）等に存在する。このギザ十は発行開始当時から1955年（昭和30年）8月までは最高額面の硬貨であり、当時流通していた10円のすぐ上の額面である50円の法定通貨は日本銀行券のB五拾円券であった。1955年（昭和30年）の五十円硬貨や1957年（昭和32年）の百円硬貨の登場により、手触りだけでは紛らわしくなったため、1959年（昭和34年）以降の十円硬貨ではギザは廃止され、その後、そのギザなしの現行十円硬貨と区別するため、旧貨となったギザ付きの十円硬貨は俗に「ギザ十」の愛称で呼ばれるようになった。

## コレクションとしてのギザ十
ギザ十は、その識別の容易さから従来コイン収集の対象とされてきた。価値としては、実際の取引市場においてその発行枚数の多さゆえ、未使用品でない限りはまったく取り合ってもらえないのが現状である。すなわち、並品（完全に酸化・磨耗された状態）の場合、発行枚数2500万枚と少ない昭和33年銘のものが一部プレミアを付けて販売されることはあっても、買取の際には取引対象とされない、あるいは額面通りとされるのが普通である。そのため、価値を求めずに趣味のためにギザ十を収集している人が多い。著名人ではセイン・カミュが趣味であることを公言している。
昭和26年製造の10円硬貨は、表面の鳳凰堂の屋根上にいる鳳凰の足がやや長く、尻尾が上を向いている（後のものは下がっている）など、デザインが異なる。また一時期、同年のコインには金が混入しているとの噂が広がり、この年号のギザ十をこぞって集めるという珍現象が生じた。そこで昭和26年銘の金混入率を東京大学理学部で調査したところ、0.0004%だったという。これは貴金属価値を持つというのにはほど遠い量である。また、現在では流通量そのものが減少しており、自然な売買などで入手することもめったに無くなってきている。

## 近年の動き
最近の自動販売機では、偽造硬貨使用防止の観点から硬貨の検知精度を向上しているので、ギザ十の硬貨投入を受け付けないものもある。これは、ギザ十の質量がもともと通常の十円硬貨よりも若干軽いことに加えて経年により磨耗し、通常硬貨との質量差が大きくなっているためである。

## 発行年数と発行枚数
日本貨幣カタログ2011年版による。
- 1951年（昭和26年） - 101,068,000枚
- 1952年（昭和27年） - 486,632,000枚
- 1953年（昭和28年） - 466,300,000枚
- 1954年（昭和29年） - 520,900,000枚
- 1955年（昭和30年） - 123,100,000枚
- 1956年（昭和31年） - 発行されず（未発行）
- 1957年（昭和32年） - 50,000,000枚
- 1958年（昭和33年） - 25,000,000枚

## その他のギザ付硬貨
ここでは日本の硬貨のうち、戦後発行の円単位の通常硬貨のみを示し、記念硬貨は含まないものとする。
- 一円硬貨 - 1948年（昭和23年） - 1950年（昭和25年）（黄銅貨、現在通用停止）
- 五円硬貨 - 1948年（昭和23年） - 1949年（昭和24年）（穴なし黄銅貨）
- 五十円硬貨 - 1955年（昭和30年） - 1958年（昭和33年）（穴なしニッケル貨）
- 五十円硬貨 - 1967年（昭和42年） - 現行（白銅貨）
  - 1959年（昭和34年） - 1966年（昭和41年）の五十円硬貨（穴あきニッケル貨）にはギザが付いていなかったが、1967年（昭和42年）からギザが付いている。
- 百円硬貨 - 1957年（昭和32年） - 1958年（昭和33年）（鳳凰銀貨）
- 百円硬貨 - 1959年（昭和34年） - 1966年（昭和41年）（稲穂銀貨）
- 百円硬貨 - 1967年（昭和42年） - 現行（白銅貨）
- 五百円硬貨 - 2000年（平成12年） - 2021年（令和3年）（ニッケル黄銅貨）
  - 他のギザ付硬貨と異なり、斜めギザとなっている。
- 五百円硬貨 - 2021年（令和3年） - 現行（バイカラー・クラッド貨）
  - 他のギザ付硬貨と異なり、異形斜めギザとなっている。